# Fakulteta za upravo v Ljubljani
Fakulteta za upravo (kratica FU) je članica Univerze v Ljubljani in je interdisciplinaren vir znanja za upravo, za kar skrbi z razvijanjem disciplin, raziskovanjem, povezovanjem z domačo in mednarodno prakso ter s prenašanjem (spo)znanj v izobraževanje in usposabljanje. Dekan fakultete je redni prof. dr. Mirko Pečarič. 
V statusnem smislu je ena najmlajših članic Univerze v Ljubljani, vendar z dolgoletno tradicijo. Njeno delovanje sega v leto 1956, ko je bila ustanovljena takratna Višja upravna šola, ki se je leta 1995 preoblikovala v Visoko upravno šolo. Od leta 1997 je s pripravo novih, sodobnih in evropsko primerljivih študijskih programov rasla tudi ideja o statusnem preoblikovanju Visoke upravne šole v fakulteto. Državni zbor Republike Slovenije je s spremembami Odloka o preoblikovanju Univerze v Ljubljani leta 2003 zaključil proces preoblikovanja šole, tako da je s 5. aprilom 2003 Visoka upravna šola uradno postala Fakulteta za upravo.
Danes fakulteta svoje poslanstvo uresničuje na področju visokošolskega izobraževanja upravnih znanosti, znanstveno-raziskovalnega, razvojnega in svetovalnega dela, dopolnilnega strokovnega izpopolnjevanja javnih uslužbencev in mednarodnega sodelovanja s podobnimi izobraževalnimi in znanstveno-raziskovalnimi institucijami. Težišče njenega delovanja obsega razvijanje naslednjih strokovnih področij:
- pravna ureditev in razvoj na področju javnega sektorja,
- organizacija javnega sektorja,
- ekonomika javnega sektorja,
- javne finance,
- menedžment v javnem sektorju,
- informatizacija javnega sektorja in razvoj e-uprave.

Fakulteta za upravo ima specializirano knjižnico, razvejano založniško dejavnost, od leta 2003 pa izdaja tudi mednarodno znanstveno revijo Uprava, katere namen je ustvariti forum za izmenjavo pogledov na znanstvena in razvojna vprašanja, obveščanje o pomembnejših dogodkih, posvetovanjih, srečanjih in publikacijah, obveščanje in povezovanje strokovnjakov s področja javne uprave.

### Mejniki delovanja FU
- 1956 – ustanovitev Višje upravne šole
- 1957 – vpis prve generacije izrednih študentov
- 1962 – vpis prve generacije rednih študentov
- 1975 – vključitev med članice Univerze v Ljubljani
- 1995 – formalno in statusno preoblikovanje v Visoko upravno šolo
- 1995 – vpis prve generacije v visokošolski strokovni program "Javna uprava"
- 2003 – preoblikovanje v Fakulteto za upravo
- 2004 – priprava novih študijskih programov v skladu s cilji in načeli Bolonjske deklaracije
- 2008 – pridobitve akreditacije EAPAA za magistrski študijski program Uprava druga stopnja
- 2011 – pridobitve akreditacije EAPAA za magistrski študijski program Uprava prva stopnja
- 2016 - Akreditacija skupnega doktorskega študijskega programa tretje stopnje

## Vizija
Cilj Fakultete za upravo ni le biti vodilna visokošolska ustanova na področju javne uprave v Sloveniji, ki bo izobraževala strokovnjake in vodilne kadre za potrebe slovenske javne uprave, kot tudi širše EU.
Fakulteta za upravo skrbi predvsem za razvoj upravne znanosti. Je vir znanja, idej in rešitev, ki so povezani z zagotavljanjem odličnosti izvajanja funkcij države in s tem povezanim razvojem družbene blaginje. S kakovostnim izobraževalnim, raziskovalnim, svetovalnim in razvojnim delom vpliva na razvoj izobraževanja in raziskovanja ter oblikovanje mnenja strokovne javnosti v širšem regijskem prostoru (doma in v svetu). Njeni diplomanti in slušatelji so se sposobni soočiti z izzivi na področju ter podati prispevek k razvoju znanja, znanosti in stroke.
- Upravno-pravna katedra
- Katedra za ekonomiko in menedžment javnega sektorja
- Katedra za organizacijo in informatiko